# I Am Kloot
Gli I Am Kloot sono un gruppo musicale formato a Manchester (Inghilterra) nel 1999 da John Bramwell (chitarra/voce), Peter Jobson (basso) and Andy Hargreaves (batteria).

## Storia
Il gruppo ha realizzato il proprio album d'esordio, Natural History, nel Regno Unito nel marzo del 2001 prodotti dall'amico Guy Garvey, cantante degli Elbow, per la Wall of Sound, seguito nel settembre del 2003 da I Am Kloot, per The Echo Label.
La Echo originariamente pianificò di lanciare "Proof" come singolo per promuovere il secondo album, ma dopo aver deciso la copertina e l'ordine della tracce (e aver commissionato un video diretto da Krishna Stott che aveva come protagonista Christopher Eccleston), l'etichetta accantonò questa idea e solo successivamente distribuì il singolo, ma solamente tramite download (anche se qualche copia fu distribuita in Europa per l'etichetta PIAS). Questa azione è comunemente vista come l'inizio della disputa che avrebbe successivamente portato la band a lasciare l'etichetta. La band rimase comunque con la Echo per il suo terzo LP, Gods and Monsters (2005), ma lasciarono l'etichetta lamentando una mancanza di supporto finanziario, dopo che un altro singolo, "I Believe", fu cancellato all'ultimo momento. Il 21 novembre dello stesso anno la band ha distribuito un'edizione limitata del singolo intitolato "Maybe I Should", seguito da alcune tra le loro più grandi performance dal vivo nel Regno Unito, terminate con un concerto al famoso London Astoria.
Nell'aprile del 2006 una nuova canzone, "Only Role in Town", è stata messa a disposizione per il download gratuito sul loro sito, seguita dall'uscita dell'album delle John Peel session nell'ottobre del 2006, registrato in due sessioni nel 2001 e nel 2004.

## Discografia

### Album in studio
- 2001 - Natural History
- 2003 - I Am Kloot
- 2005 - Gods and Monsters
- 2008 - I Am Kloot Play Moolah Rouge
- 2010 - Sky at Night
- 2013 - Let It All In (I Am Kloot)
- 2014 - From There to Here

### Album dal vivo
- 2006 - BBC Radio 1 John Peel Sessions
- 2015 - Hold Back the Night

### Raccolte
- 2009 - B

### Singoli
- 1999 - To You/Titanic (vinile, con una tiratura di 1000 copie)
- 2000 - Twist"/"86 TV's (CD e vinile)
- 2001 - Dark Star (CD e vinile)
- 2001 - Morning Rain (, CD e vinile)
- 2003 - Untitled #1 (vinile in edizione limitata)
- 2003 - Life in a Day (2x CD e vinile)
- 2003 - 3 Feet Tall (2x CD e vinile)
- 2004 - From Your Favourite Sky (CD numerato e download)
- 2005 - Over My Shoulder (CD e 2x vinile)
- 2005 - Maybe I Should (CD in edizione limitata, vinile e download)